# Egmont von Rauch
Egmont Roderich Carl von Rauch (* 8. Januar 1829 in Potsdam; † 26. August 1875 bei Oranienburg) war ein preußischer Oberst und Gründer des Sächsisch-Thüringischen Reit- und Pferdezuchtvereins sowie der Galopprennen in Halle (Saale).

## Leben

### Eltern, Vorfahren und Geschwister
Egmont von Rauch war der jüngste Sohn des Generalleutnants Friedrich Wilhelm von Rauch, des langjährigen preußischen Militärbevollmächtigten am Sankt Petersburger Zarenhof und Generaladjutanten von König Friedrich Wilhelm IV. von Preußen, und dessen Ehefrau Laurette, geborene Reichsgräfin von Moltke (1790–1864) aus dem Hause Wolde. Sein Großvater war Generalmajor Bonaventura von Rauch, der Direktor der preußischen Ingenieurakademie in Potsdam, und sein Urgroßvater General der Kavallerie Joachim Bernhard von Prittwitz, Retter König Friedrichs des Großen in der Schlacht von Kunersdorf.
General der Kavallerie Alfred Bonaventura von Rauch und Generalleutnant Friedrich Wilhelm von Rauch waren seine Brüder. Seine Schwester Elise Gräfin von Fersen, geborene von Rauch, diente der russischen Kaiserin Alexandra Fjodorowna als Hofdame.

### Militärischer Werdegang
Rauch begann seine Militärkarriere im traditionsreichen 3. Husaren-Regiment der Preußischen Armee, den sogenannten Zietenhusaren. Als Sekondeleutnant kam er 1847 nach Brandenburg an der Havel zum 6. Kürassier-Regiment genannt Kaiser Nikolaus I. von Russland (Rauch II), in welchem bereits sein Bruder Friedrich Wilhelm (Rauch I) als Regimentsadjutant Dienst versah. Rauch wurde 1858 zum Premierleutnant und 1859 – zusammen mit seinem Bruder – zum Rittmeister befördert. 1860 führte er in Sankt Petersburg die Leibeskadron seines Regiments anlässlich der Beisetzungsfeierlichkeiten für die russische Kaiserin Alexandra Fjodorowna, die Schwester Kaiser Wilhelms I. Mit seiner Eskadron kämpfte er 1864 im Krieg gegen Dänemark vor Düppel und erhielt dafür den Kronenorden IV. Klasse mit Schwertern.
1866 wechselte Rauch in den Generalstab und wurde als Major im Stab der in Brandenburg an der Havel stationierten 6. Division verwendet. 1867 wurde er etatmäßiger Stabsoffizier beim Thüringischen Husaren-Regiment Nr. 12 in Weißenfels bzw. Merseburg. Mit dem Regiment kämpfte er im Krieg gegen Frankreich bei Beaumont und vor Paris. Für seine Leistungen erhielt Rauch das Eiserne Kreuz sowie das Mecklenburgische Militärverdienstkreuz II. Klasse. Am 19. April 1871 wurde Rauch mit der Führung des Regiments der Zietenschen Husaren in Rathenow beauftragt, in welchem sein militärischer Werdegang begonnen hatte. Nach Beförderung zum Oberstleutnant am 25. August 1871 erfolgte seine Ernennung zum Kommandeur des 3. Husaren-Regiments am 4. November 1871. 1873 stieg er zum Oberst auf.

### Galopprennsport
Rauch trat – wie sein Bruder Alfred Bonaventura von Rauch und sein Vetter Fedor von Rauch – galopprennsportlich als Renn- bzw. Herrenreiter sowie später als Gründer von Rennsportvereinen und Rennplätzen besonders hervor. Während seiner Dienstzeit als etatmäßiger Stabsoffizier beim Thüringischen Husaren-Regiment Nr. 12 gründete er 1867 den Sächsisch-Thüringischen Reit- und Pferdezuchtverein und veranstaltete im nahen Halle (Saale) die ersten Galopprennen. Zur Erinnerung daran wurde auf der Galopprennbahn Halle 1997 das Major von Rauch-Rennen ausgetragen. Als Vereinspräsident folgte Rauch 1871 der spätere General der Kavallerie Maximilian von Versen nach.
Während seiner Kommandeurszeit bei den Zieten-Husaren errichtete Oberst Egmont von Rauch als Gründungsvorsitzender am 6. Februar 1875 den Havelländisch-Priegnitz´schen bzw. den Märkischen Reiter- und Pferdezuchtverein, der seine Rennen in Pritzwalk und Brandenburg an der Havel austrug. Rauch wirkte bis zu seinem Tod auch im Repräsentanten-Ausschuss des in Berlin ansässigen Union-Klubs, der Dacheinrichtung des Galopprennsports im deutschen Kaiserreich.

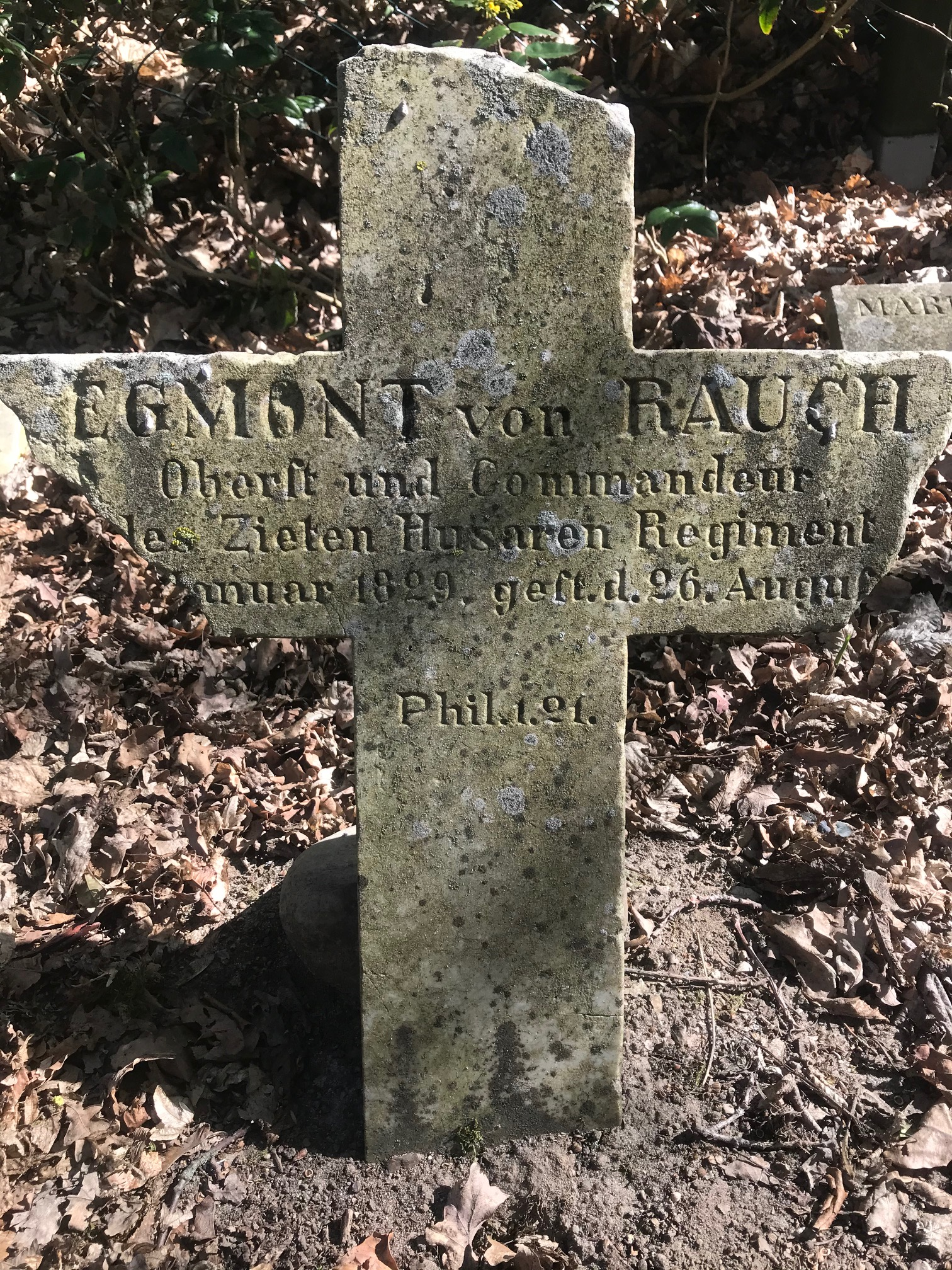
Grab von Oberst Egmont von Rauch auf dem Dahlener Erbbegräbnis der Familie von Schierstädt (Foto 2020)

Ein tödlicher Schlaganfall im Sattel ereilte Rauch am 26. August 1875 vor der Front seiner Soldaten beim Brigadeexerzieren auf dem Exerzierfeld bei Oranienburg. Zu seinem Nachfolger wurde im September 1875 der damalige Oberstleutnant und spätere General der Kavallerie Heinrich von Rosenberg (1833–1900) ernannt, der ebenfalls prägenden Einfluss auf den Galopprennsport nahm.

### Familie
Rauch heiratete im mittelmärkischen Dahlen am 3. August 1857 Louise von Schierstaedt (1838–1905), Tochter des Hermann von Schierstaedt, Fideikommissherr auf Dahlen, und dessen Ehefrau Fatime, geborene von Zychlinski.
Aus der Ehe gingen drei Töchter hervor:
- Elise (1859–1943), Oberin i. R. des Hospiz des Westens in (Berlin-)Charlottenburg
- Anna (1861–1872)
- Marie (1864–1930) ⚭ 1906 in Dahlen Bernhard von Stegmann und Stein, Kammerherr des Großherzogs von Sachsen-Weimar, Rittmeister a. D.

Das Ehepaar Egmont und Louise von Rauch ist im Schierstaedtschen Erbbegräbnis in Dahlen bestattet. Auch seine drei Töchter Elise, Anna und Marie haben dort ihre letzte Ruhestätte gefunden. Die Rauchschen Gräber sind erhalten. Das Erbbegräbnis der Familie von Schierstädt liegt außerhalb des Gutsparks; ursprünglich bestand zwischen Gutshaus und Grablege eine direkte Sichtverbindung.

## Weitere Literatur
- Fedor André (Hrsg.): Der Sporn (Offizielles Organ des Union-Klub´s und sämmtlichen Deutschen Renn-Vereine). Verlag der Expedition Berlin, Band 13, 1875. S. 55, 62, 66, 301, 306, 336, 371.
- Manfred Franke: Leben und Roman der Elisabeth von Ardenne, Fontanes „Effi Briest“. Verlag Droste. Düsseldorf 1994. S. 65. ISBN 3-7700-1024-8.